# Каин-Елга (Белебеевский район)
Каин-Елга (баш. Ҡайынйылға) — деревня в Белебеевском районе Башкортостана, относится к Тузлукушевскому сельсовету.

## География
Расстояние до:
- районного центра (Белебей): 13 км,
- центра сельсовета (Тузлукуш): 4 км,
- ближайшей ж/д станции (Аксаково): 24 км.

## История
Название происходит от назв. реки Ҡайынйылға .

## Население
| 2002 | 2009 | 2010 |
| ---- | ---- | ---- |
| 89   | ↗115 | ↘91  |

Национальный состав
Согласно переписи 2002 года, преобладающие национальности — башкиры (60 %), татары (37 %).